# Vila Milada
Vila Milada (od 90. let známá jako squat Milada) je bývalý squat nacházející se v pražské městské části Praha 8 – Libni, poblíž kolejí 17. listopadu. Vila byla postavena jako prvorepubliková, později byla koupena ministerstvem školství, následně měla být v roce 1988 zbourána, kvůli restitučním sporům se ale tak nestalo. Na konci 20. století ji začali obývat squatteři, bylo několik pokusů o to je odsud vyhnat, několikrát se tak stalo, v současnosti je vila opuštěná a jsou vedeny spory o jejím osudu.
Zasquatovaná byla rovněž sousední vila Miluška, vzdálená asi 200 až 300 metrů. Často nesprávně zaměňovaný se squatem Vila Milada v Libni je hotel Villa Milada, který se nachází v Šáreckém údolí v Dejvicích.

## Poloha
Vila Milada se nachází v katastrálním území Libeň, v Holešovičkách v lokalitě zvané Pelc-Tyrolka u stejnojmenné mimoúrovňové křižovatky, v těsné blízkosti vysokoškolské koleje 17. listopadu, mezi ulicemi Na Kindlovce a Pátkova, na libeňské parcele č. 493/1 (493/33) (na reportážním videu je jedna z místností vyzdobena tabulkami s libeňským č. p. 762 a č. o. 6, které patří vile Miluška; podle rejstříku nemovitostí bylo vile Milada při opětovném zapsání vráceno původní č. p. 1088). Nedaleko procházejí hranice městských částí Praha 7 i Praha-Troja a hranice katastrálního území Troja, a proto bývá někdy chybně uváděno, že tato vila je v Troji či na hranici Troje a Holešovic.

## Historie
Podrobnější údaje o původu vily nejsou v médiích uváděny, je označována jako „prvorepubliková“. 
Původnímu účelu přestala vila sloužit v roce 1988. Byla určena ke zbourání, a proto jí bylo odňato číslo popisné a byla smazána z katastru nemovitostí. Podle jiného zdroje byla vila vymazána z katastru již v 70. letech.
O pozemek byl veden restituční spor, v němž Nejvyšší soud rozhodl, že vlastníkem pozemku zůstává stát. Spor skončil v roce 2000 a pozemek byl sloučen se sousedním pozemkem, na němž stojí vila Miluška, která rovněž právně neexistovala. Správcem tohoto státního pozemku je Ústav pro informace ve vzdělávání, o němž stanovisko městské části psalo i jako o „původním majiteli“ vily. Ještě podle oficiálního stanoviska městské části Praha 8 z října 2008 objekt dle katastru nemovitostí neexistoval a neměl vlastníka.
Podle ÚIV v roce 1997 (podle squatterů a ČTK 1. května 1998) vilu obsadili squatteři a ta zůstala posledním pražským squatem po zániku ostatních (Ladronka byla vyklizena roku 2000). V únoru 2008 ji obývalo asi 15 lidí a 6 zvířat.
Ústav pro informace ve vzdělávání, který je správcem pozemku pod právně neexistující vilou, v březnu 2009 oznámil, že pozemek pod vilou nabídne dalším státním institucím a nebudou-li mít zájem, nabídne vilu ke koupi. Squatteři vyjádřili připravenost vilu koupit, ale ÚIV s nimi odmítl jednat. 12. března 2009 ÚIV požádal o znovuzapsání vily do katastru nemovitostí.
30. června 2009, tedy ke dni, k němuž byla vila opětovně zapsána do katastru nemovitostí, byla za velké mediální pozornosti násilně vyklizena. ÚIV vyjádřil záměr se problémového objektu co nejdříve zbavit.
V únoru 2010 se objevila zpráva, že ministerstvo školství připravuje bezúplatný převod obou vil (Milada a Miluška) včetně pozemků o rozloze asi 3 hektary na Univerzitu Karlovu. Podle mluvčího univerzity mají být pozemky a stávající i nově zamýšlené budovy na nich využity pro matematicko-fyzikální fakultu a fakultu humanitních studií jako knihovny, studovny a další vysokoškolská zařízení.
Podle zprávy z června 2013 budova je prázdná a dále chátrá. Ministerstvo financí opakovaně odmítlo schválit darovací smlouvu s univerzitou, protože nebyl doložen veřejný zájem na bezúplatnosti převodu a v podkladech nebyl uveden žádný konkrétní způsob využití obou vil. V roce 2013 se řeší rozdělování a vyměřování okolních pozemků včetně přístupových cest.
V lednu 2021 o villu projevila zájem Univerzita Karlova v rámci předělání na koleje a studovny.

## Činnost squatterů a incidenty

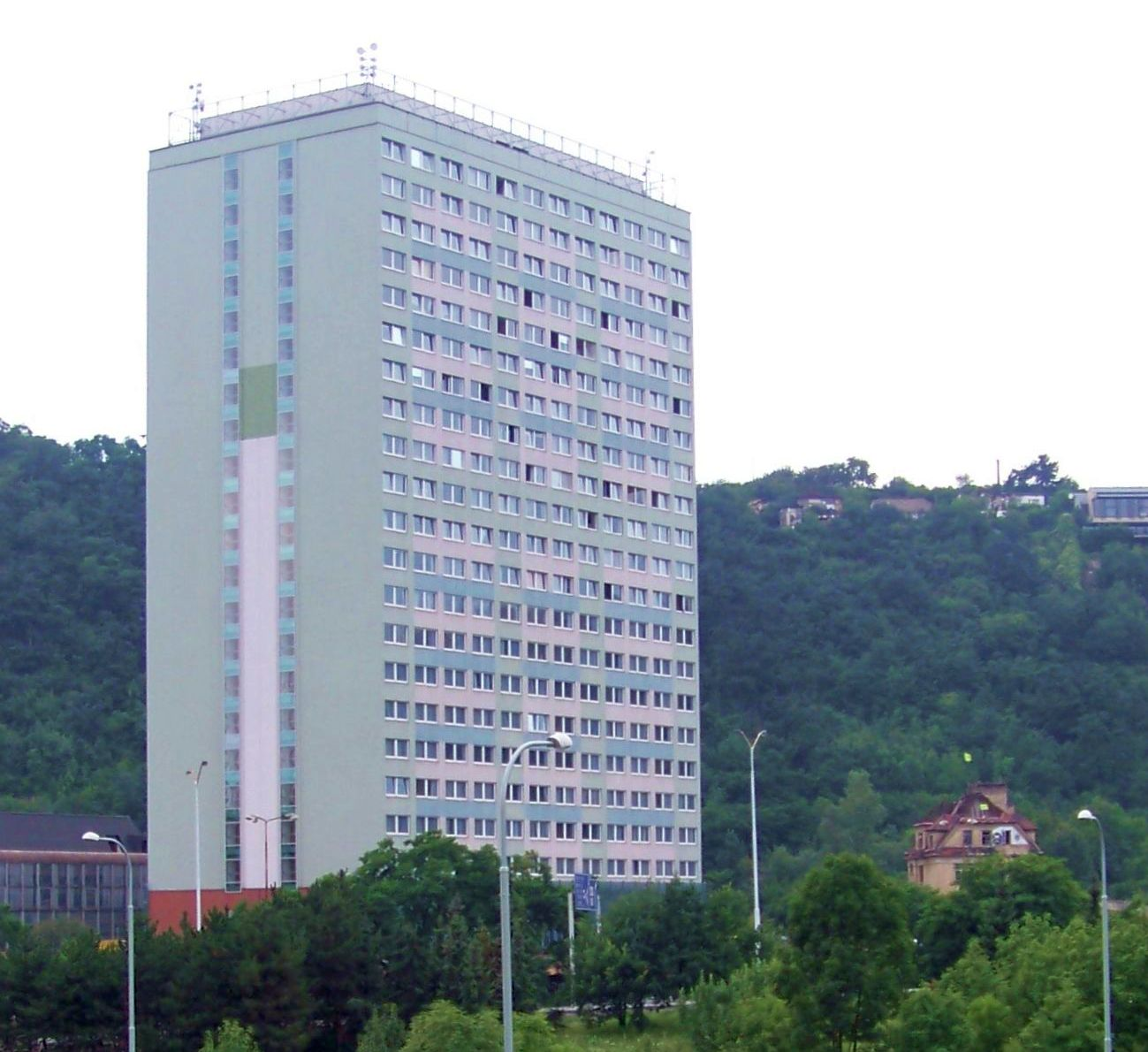
Vila Milada se nachází v těsné blízkosti vysokoškolské koleje 17. listopadu (na obrázku je vpravo od ní)

Ve vile squatteři pořádali koncerty, které navštěvovaly stovky lidí, různé festivaly, filmové projekce, workshopy, autorská čtení a další podobné akce. Vilu uživatelé nazývají kulturně-sociální centrum.
Obyvatelé okolních vil a vysokoškolské koleje si dlouhodobě mnohokrát stěžovali na častý hluk z Milady v nočních hodinách, množství psích i lidských exkrementů v okolí vily a další nepořádek.
2. října 2003 byly v objektu zajištěny dva velké jutové pytle s „rostlinami marihuany“, jak je nazvala ČTK i Pražský deník.
5. ledna 2006 ve vile proběhl menší požár, při němž vyhořela jedna z místností a zasahovali hasiči a záchranná služba.
Dva psi obyvatel vily, Leon Štěpána Marečka a Drak squattera Dicka, kříženci dobrmana a stafforda, utekli v noci z 25. na 26. února 2008 údajně při venčení svým držitelům a kolem půlnoci vnikli podhrabáním plotu do Zoo Praha, kde usmrtili v dětském koutku 13 ovcí a koz a dalších 5 zvířat zranili. Zadržené psy si v útulku vyzvedli squatteři další den večer ještě před tím, než se dozvěděli, co psi spáchali. Ti samí psi vnikli do areálu znovu 20. března 2008 mezi 4. a 5. hodinou ranní a vážně poranili ovci a berana kamerunské, načež ovce musela být utracena. Zoo podala na majitele psů trestní oznámení a psi byli zadrženi v útulku. Zoologická zahrada vymáhala na majitelích psů vzniklou škodu, vyčíslenou na 30 000 Kč, a odmítla jejich nabídku, že si škodu odpracují. Odmítla rovněž nabídku anonymního dárce, který chtěl škodu uhradit za ně.
Zoo Praha se po těchto incidentech rozhodla opevnit celý areál podezděným plotem v délce 6 kilometrů a o ceně 15 až 20 milionů Kč, což má sloužit i k ochraně proti volně žijící zvěři jako jsou lišky či kuny.
V polovině září 2008 podle Pražského deníku obyvatelé vily napadli poštovního doručovatele – podle Blesku však útočníky nebyli lidé, ale psi. Psi také vyplenili holubník zahrádkářům.
V sobotu 27. září 2008 smečka psů squatterů z Milady napadla šest ovcí a na hrudi a břiše pokousala berana, který patřil obyvateli jiné nemovitosti.
Squatteři se snažili s okolními obyvateli dohodnout. Snažili se odhlučnit koncertní sál, vyloučili ze své komunity vlastníky psů, kteří napadali zvířata v okolí, a byli ochotni reagovat na telefonáty vyzývající je ke ztišení. V posledních dvou letech však jejich ochota k domluvě polevila a objevovaly se stížnosti od zahrádkářů z okolí, že jim squatteři kradou dřevo a benzin. Nelegálně se později připojili na rozvody vody a elektřiny v přilehlé vysokoškolské koleji. Slavomír Tesárek, považovaný za gurua českého squatingu, se od dění na Miladě, zejména kvůli výskytu kriminality a tvrdých drog, oficiálně distancoval a v rozhovoru s J. X. Doležalem podpořil potřebu jejího policejního vyklizení.
V sobotu 30. června 2012 vniklo večer do vily Milada asi 40 příznivců squatingu, aby si koncertem a happeningem připomněli den třetího výročí opuštění vily. Do vily si přinesli zvukovou aparaturu. Na vilu vyvěsili transparenty „Tři roky a dost“ a „We love Milada“. Na místo se sjelo kolem sta policistů, hasiči, záchranná služba, městská policie a policejní vrtulník. Policisté se dobývali dovnitř přes barikády pomocí páčidla, beranidla a motorové pily. Během zásahu byli lehce zraněni čtyři squateři a dva příslušníci speciální pořádkové jednotky. Policisté zadrželi ve vile 24 lidí pro podezření z přestupku neuposlechnutí výzvy. Kolem půlnoci na 1. července 2012 vylezla skupinka deseti anarchistů či squatterů na střechu vily, kde setrvávali přes noční bouřky i denní vedra. Po přesvědčování policisty čtyři lidé slezli během dne, čtyři kolem šesté večer, přičemž si za asistence policie vyklidili zvukovou aparaturu a nakonec slezly poslední dvě ženy ve tři čtvrtě na sedm večer.

## Snahy o vyklizení
Policie a správce pozemku se údajně několikrát pokoušeli objekt vyklidit. Na očekávané vyklízení objektu se squatteři předem připravovali. Objekt opevnili soustavou mříží a padacích dveří mezi jednotlivými patry.
V září 1998 ÚIV oznámil squatterům, že musejí dům opustit. Oni odmítli. 7. října 1998 se policie neúspěšně pokusila objekt vyklidit. Asi pět squatterů se opevnilo na střeše domu, po několikadenním obléhání zůstali jen dva. Po ukončení obléhání se další squatteři do vily vrátili, na squattery bylo podáno trestní oznámení. 11. října 1998 se na Palachově náměstí konala manifestace více než stovky lidí na podporu squatterů.
V roce 1999 byli čtyři squatteři souzeni pro neoprávněný zásah do práva k domu, bytu nebo nebytovým prostorům podle § 249 trestního zákona. Slavomír Tesárek a Jakub Nobilis byli Obvodním soudem pro Prahu 8 odsouzení ke 100 hodinám obecně prospěšných prací a dvě obžalované dívky soud osvobodil. V odvolacím řízení v roce 2000 soud zprostil viny i Tesárka a Nobilisovi trest potvrdil. Další vývoj kauzy nebyl medializován.
1. srpna 2003 byli squatteři z Milady policií vykázáni z domu ve Starých Střešovicích, který se pokusili obsadit.
16. října 2008 zmobilizovali své příznivce na obranu vily poté, co v okolí vily operovala za asistence policie úklidová firma najatá správcem pozemku. K pokusu o vyklizení vily nedošlo.
30. června 2009 od rána se soukromá bezpečnostní služba Prague Security Group, najatá správcem pozemku pod vilou, Ústavem pro informace ve vzdělávání, pokusila vilu násilně vyklidit, přičemž zdemolovala střešní krytinu vily a vyhazovala z oken majetek obyvatel vily. Web Antifa.cz pracovníky agentury obvinil ze sympatií k neonacismu, což zdůvodňoval tím, že při zásahu měli trička s nápisem Thor Steinar a že údajně ještě do předchozího týdne byl jejím zaměstnancem údajný pachatel násilných útoků a účastník akcí Národního odporu a Dělnické strany; někteří členové agentury účastnící se zákroku na Miladě byli webem Antifa identifikování na fotografiích jako účastníci demonstrace Národního odporu 1. května 2006 v Praze. Tato tvrzení přebraly nejen další extrémně levicové či anarchistické weby jako A-kontra a jim blízcí publicisté, ale dostala se i do obecně známých zpravodajských webů, například Novinky.cz a iDnes.cz. Žádný zdroj nezávislý na okruhu squatterů a anarchistů zatím tato tvrzení veřejně nepotvrdil ani je nepopřel.
Sedm squatterů (některé zdroje uvádějí 8) se opevnilo na střeše, čtyři z původních sedmi slezli odpoledne během vyjednávání, jeden byl zadržen pracovníky agentury demolujícími střechu a zbylí dva slezli ze střechy dobrovolně kolem osmé hodiny večer na základě slibů, které jim dal na místě po třech hodinách vyjednávání ministr Michael Kocáb. Ministr Michael Kocáb vyjednal se squattery příměří, když přijali nabídku neznámého dobrodince, který přislíbil, že squatterům do konce roku zapůjčí svůj dům. Na místo se dostavil i ředitel pražského útvaru Policie ČR Martin Červíček, desítky policistů (podle Novinek.cz kolem 60 „mužů zákona“, čímž jsou zřejmě mínění policisté) i desítky příznivců squatterů (Novinky.cz odhadly počet protestujících na 200). Podle některých svědků házeli příznivci squatterů na policisty lahve a kameny; tři osoby podezřelé z těchto útoků byly policií zadrženy. Při potyčkách byli podle médií lehce zraněni tři policisté a dva squatteři. Policisty byla údajně napadena a zraněna i cizinka z Velké Británie obývající vrak obytného autobusu v blízkosti vily. Během vyklízení bylo vnitřní vybavení squatu Milada ochrankou demolováno a vyhazováno z objektu. K veřejnosti se na podporu squatterů v médiích vyjadřoval Jan Němec z iniciativy Freedom Not Fear. Na webu Milada.org squatteři zveřejnili prohlášení, že „nehledě na výsledky jednání přijde na vyklizení Milady adekvátní odpověď, která bude instituce zodpovědné za tento akt hodně bolet“.
Proti způsobu vyklizení vily Milada se ohradil klub zastupitelů za Stranu zelených v zastupitelstvu města, vedený Petrou Kolínskou. Tvrdý postup naopak podpořil starosta městské části Praha 8 Josef Nosek, který v prostoru vyklizené vily pro reportéry serveru Novinky.cz okomentoval „reportáž“ s nabídkou volného domu pro případné zájemce. Za tento film dostal od squaterů dar – bednu shnilého ovoce.
Michael Kocáb zprostředkoval squatterům nabídku Petra Svinky, který jim umožnil užívat tři byty a sklepní prostory ve svém domě č. o. 11 v Truhlářské ulici v Praze, v blízkosti náměstí Republiky, a to na půl roku do doby, než začne rekonstrukce domu. Nájemní smlouva byla údajně podepsána na užívání za symbolické korunové nájemné s tím, že nájemci musí hradit poplatky za vodu, elektřinu a plyn. Chomutovská primátorka Ivana Řápková postup ministra Kocába zkritizovala a vyzvala ke zrušení „ministerstva pro lidská práva“. ČT24 citovala nájemníka, podle nějž se majitel snaží nátlakem a šikanou nájemníky z domu vystrnadit; proto stávající obyvatelé domu začali jednat s městskou policií a úřadem městské části.